# Abbaye de Solières
Pour les articles homonymes, voir Solières (homonymie).
L'abbaye de Solières était un monastère belge de moniales cisterciennes situé sur les hauteurs de la Meuse, à Ben-Ahin, section de Huy, en Belgique. Fondé à la fin du XIIe siècle comme communauté augustinienne, le monastère passa peu après à l’ordre cistercien. Il connut des périodes d’incertitudes et de guerres, qui entrainèrent des dégâts, mais les XVIIe et XVIIIe siècles furent une période de grands travaux. En 1795, l'abbaye fut supprimée et les moniales furent chassées de leur domaine par le pouvoir révolutionnaire français.
Le palais abbatial s’appelle aujourd’hui ‘Château de l'Abbaye de Solières’. Depuis 1984, l’ensemble des bâtiments et les alentours sont classés au patrimoine immobilier de Wallonie.

## Géographie
L’abbaye de Solières était située sur les hauteurs de la Meuse, à Ben-Ahin, entre Andenne et Huy, et plus exactement à 7 km à l'ouest de Huy, dans la vallée de la Solières. Ben-Ahin est une section de Huy, en Belgique, dans la province de Liège.

## Histoire

### Fondation et ordre augustin
Lambert et Henri, fils d’Hugues de Beaufort, seigneur des lieux, décident de construire sur leur terre un oratoire dédié à la Vierge Marie, et d’y fonder une communauté religieuse chargée d’y assurer l’office divin, pour une fondation ayant eu lieu au début du XIIe siècle (1127 ?). Plus tard, un document antérieur à 1229 atteste la présence d’une communauté de religieuses de tradition augustinienne. L’hospitalité des pèlerins est probablement leur activité principale.

### Ordre cistercien
Suivant le grand mouvement monastique cistercien, la communauté de Solières demande et obtient son affiliation à l’ordre de Cîteaux en 1229. L’autorisation leur en est donnée par l’évêque de Liège Jean d'Eppes, admirateur de cet ordre. Cette affiliation est ratifiée par le pape Grégoire IX en 1231. Solières devient donc une abbaye de moniales cisterciennes, Isabelle de Bonen en étant la première abbesse.

### Périodes troublées
Comme les autres abbayes de la région, Solières passe par des périodes d’incertitudes et de guerres, qui entrainent misères et dévastations dans la région et dégâts dans les monastères. Ainsi, lors de la guerre de la Vache, qui ravagea le Condroz, au XIIIe siècle. Ensuite ce sont les soldats de Nimègue qui rançonnent l’abbaye qui se relevait à peine d’un grave incendie (1400)[réf. nécessaire]. Lorsque la situation est tendue et les vies en danger, les moniales se retirent dans leur refuge urbain de Huy.

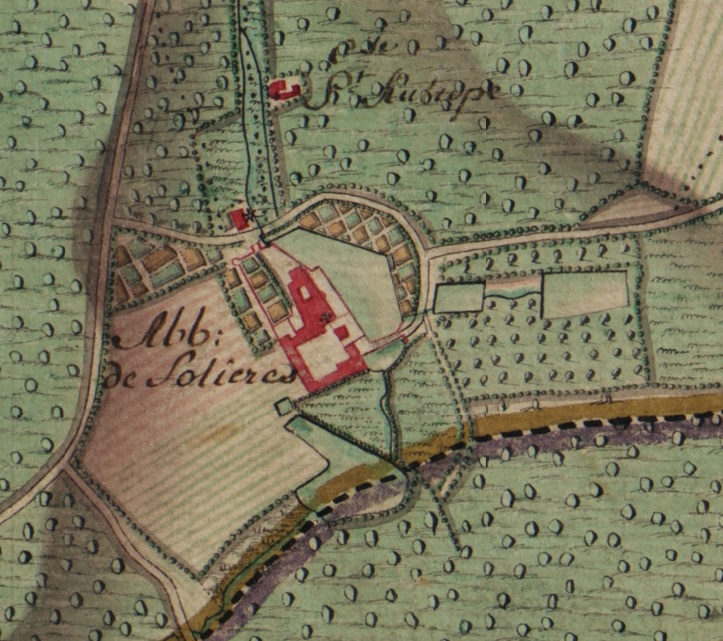
L'abbaye de Solières sur la carte de Ferraris du XVIIIe siècle

### Période de grands travaux
Lorsque la paix revient, les moniales retournent à Solières. Les XVIIe et XVIIIe siècles sont une période de grands travaux : en 1618, l’église est reconstruite. Les abbesses Marie de Cassal (1648-1663), Agnès de Sélys (1663-1695) et Barbe de Caverenne (1727-1765) sont les maitresses d’œuvre des bâtiments qui ont survécu jusqu’aujourd’hui.

### Révolution française
Catherine de Matagne, élue en 1765, est la dernière abbesse de Solières. Elle meurt en 1793. En 1795, les moniales sont chassées de leur monastère par le pouvoir révolutionnaire français. Elles se réfugient une fois de plus dans leur maison de Huy. Les bâtiments du monastère sont vendus comme biens nationaux en 1797. Le premier acquéreur, André Ackerman, s’empresse de démolir l’église abbatiale pour en utiliser le matériau à d’autres fins.
Plus tard, en 1807, Charles Desoer transforme le quartier abbatial en château. Ses descendants occupent le château jusqu’en 1929. Vidé d’une grande partie de son précieux mobilier d’origine, le château passe entre les mains de la coopérative d’assurance du parti socialiste belge, qui y installe un home pour adolescents. Le château est actuellement Château Vert et fait partie d’un domaine qui abrite une institution accueillant des personnes handicapées.

## Patrimoine
- Le portail principal, érigé par Agnès de Sélys en 1688, est un haut bâtiment monumental de style mosan, alliant pierre bleue et brique ;
- Le moulin sur la Solières, déjà cité dans un document de 1262, fut reconstruit aux XVIIe et XVIIIe siècles. Il resta en activité jusqu’en 1935. Il abrite aujourd’hui une discothèque[3] ;
- La ferme de 1658, avec grange et pigeonnier anciens[1] ;
- Le colombier, datant de 1626, est dû à l’abbesse Éléonore de Hamoir[4] ;
- La grange (avec étables et autres bâtiments de ferme), construite en 1735 par un frère récollet, sous l’abbatiat de Barbe de Caverenne, dont le nom (avec ses armoiries) est mentionné dans le chronogramme se trouvant au-dessus de la porte du logis de ferme[5] ;
- Le quartier abbatial, édifié en 1658 et signé par l’abbesse Marie de Cassal, est un long bâtiment de 13 travées et deux étages, avec fronton central triangulaire et campanile[6]. Ce bâtiment rectangulaire et symétrique se mire dans un ancien vivier[1]. De style classique, il subit des transformations au XIXe siècle pour le rendre apte à devenir résidence de châtelain. Appartenant au domaine privé il ne se visite pas[7].